# 17198 Gorjup
A 17198 Gorjup (ideiglenes jelöléssel 2000 AA31) a Naprendszer kisbolygóövében található aszteroida. A LINEAR projekt keretében fedezték fel 2000. január 3-án.